# Gibraltar (Michigan)
Gibraltar è una città della Contea di Wayne, nello Stato del Michigan. La popolazione nel 2010 era di 4 656 abitanti. È situata al sud del fiume Detroit e vicina a Trenton.